# Припутнев, Василий Степанович
Василий Степанович Припутнев (1916—1976) — советский военный. Участник Великой Отечественной войны. Герой Советского Союза (1945). Гвардии капитан.

## Биография
Василий Степанович Припутнев родился 22 марта 1916 года в селе Попово-Лежачи Рыльского уезда Курской губернии Российской империи (ныне село Глушковского района Курской области Российской Федерации) в крестьянской семье. Русский. Учился Попово-Лежачанской семилетней школе. Одновременно с учёбой с мая 1930 года работал вальцовщиком на колхозной мельнице. В 1932 году окончил школу фабрично-заводского ученичества в селе Тёткино. С июня того де года трудился бригадиром на спиртовом заводе имени Калинина. С ноября 1936 года и до призыва в армию работал грузчиком на мельнице.
В ряды Рабоче-крестьянской Красной Армии В. С. Припутнев был призван Глушковским районным военкоматом 10 октября 1937 года. Служил в 190-м зенитном полку 3-го корпуса ПВО Закавказского военного округа, был комсоргом батареи. Отслужив срочную службу, Василий Степанович решил остаться в армии, и его направили в Тбилисское военно-политическое училище. С 1940 года он служил помощником командира батареи по политической части и политруком батареи в артиллерийской части в Закавказском военном округе.
Вторая мировая война для политрука В. С. Припутнева началась участием в совместной англо-советской операции «Согласие», в ходе которой был свергнут иранский шах Реза Пехлеви, а территория Ирана была частично оккупирована войсками союзников. В боях с немецко-фашистскими захватчиками Василий Степанович с января 1942 года на Крымском фронте в должности военного комиссара батареи 655-го стрелкового полка 404-й стрелковой дивизии. После поражения советских войск в Крыму был эвакуирован на Таманский полуостров. С мая 1942 года — комиссар 3-й артиллерийской батареи 212-го отдельного истребительно-противотанкового дивизиона 157-й стрелковой дивизии 44-й армии Северо-Кавказского фронта. После доукомплектования дивизия в составе 51-й армии была переброшена под Сталинград. С июля 1942 года на Юго-Восточном и Сталинградском фронтах политрук В. С. Припутнев участвовал в Сталинградской битве. Дивизион, в котором служил Василий Степанович, держал оборону в межозёрном дефиле Сарпа — Цаца, затем юго-западнее Сталинграда на рубеже Горная Поляна — Елхи. После упразднения института военных комиссаров в октябре 1942 года В. С. Припутнев получил воинское звание старшего лейтенанта и был назначен на должность заместителя командира артиллерийской батареи 76-миллиметровых пушек 384-го стрелкового полка по политической части. На заключительном этапе Сталинградской битвы на Донском фронте Василий Степанович принимал участие в операции «Кольцо». В период наступления с 10 по 27 января 1943 года старший лейтенант Припутнев, находясь непосредственно в боевых порядках батареи, оказывал помощь командиру батареи в организации взаимодействия подразделения с наступающей пехотой. Осуществляя огневую поддержку стрелковых частей 384-го стрелкового полка, батарея, в которой служил В. С. Припутнев, уничтожила 6 артиллерийских орудий противника, 6 пулемётов, 4 автомашины с боеприпасами и до роты вражеских солдат и офицеров.
После завершения Сталинградской битвы 157-я стрелковая дивизия была выведена в резерв Ставки Верховного Главнокомандования и в феврале 1943 года была передана Брянскому фронту. Приказом НКО СССР от 1 марта 1943 года № 107 дивизия была преобразована в 76-ю гвардейскую стрелковую дивизию. До лета 1943 года дивизия занимала оборонительные позиции в районе города Белёва в составе 61-й армии. В середине марта Василий Степанович был ранен, но быстро вернулся в строй. В июле 1943 года перспективный офицер-артиллерист был отозван с фронта и направлен на курсы усовершенствования офицерского состава, после окончания которых в январе 1944 года его направили на 2-й Прибалтийский фронт, где он принял под командование батарею орудий прямой наводки 699-го истребительно-противотанкового полка 18-й отдельной истребительно-противотанковой артиллерийской бригады Резерва Главного Командования. Зимой 1944 года гвардии старший лейтенант В. С. Припутнев участвовал в Старорусско-Новоржевской операции, в ходе которой подразделения бригады вышли к заранее подготовленному рубежу немецкой обороны линии «Пантера» в Пушкиногорском районе Псковской области, где вели бои до лета 1944 года. Батарея гвардии старшего лейтенанта В. С. Припутнева отличилась в боях за расширение плацдарма на правом берегу реки Великая 7-10 апреля 1944 года. Выкатив орудия на прямую наводку, артиллеристы Припутнева под яростным огнём противника уничтожали его огневые точки, обеспечивая продвижение вперёд стрелковых частей. 8 апреля 1944 года немцы контратаковали позиции батареи, но артиллеристы не отступили ни на шаг и нанесли врагу существенный урон. В тот же день при смене огневых позиций немцам удалось прямым попаданием зажечь трактор, на котором перевозились боеприпасы. Рискуя жизнью, гвардии старший лейтенант Припутнев со своими бойцами сумел вытащить из огня ящики со снарядами. В ходе боёв батарея уничтожила 2 орудия противотанковой обороны, 4 пулемётные точки, 2 блиндажа, до взвода вражеской пехоты и обеспечила взятие сильно укреплённого узла обороны противника в деревне Печани.
В июле 1944 года 18-я отдельная истребительно-противотанковая артиллерийская бригада РГК поддерживала наступление стрелковых подразделений 3-й ударной и 22-й армий 2-го Прибалтийского фронта во время Режицко-Двинской и Мадонской операций, в ходе которых были созданы благоприятные условия для дальнейшего наступления на рижском направлении. Перед началом Рижской операции Василию Степановичу было присвоено звание гвардии капитана. В ходе начавшегося наступления В. С. Припутнев со своими бойцами постоянно находился в боевых порядках стрелковых подразделений 1-й и 3-й ударных армий. Батарея Василия Степановича участвовала в прорыве заранее подготовленных рубежей обороны противника линий «Цесис» и «Сигулда». Непосредственно на подступах к Риге в боях 10-14 октября 1944 года артиллеристы Припутнева обеспечили высокие темпы наступления стрелковых частей и освобождение 12 населённых пунктов. Огнём батареи за это период было уничтожено 4 противотанковых орудия неприятеля, 7 пулемётов и до взвода немецкой пехоты. За успешное руководство подразделением при освобождении столицы Латвийской ССР гвардии капитан В. С. Припутнев был награждён орденом Александра Невского.
До конца февраля 1945 года 18-я отдельная истребительно-противотанковая бригада РГК участвовала в блокаде группы армий «Курляндия». С 1 марта и до 11 апреля 1945 года бригада действовала в составе 59-й армии на 1-м Украинском фронте. В ходе Верхне-Силезской операции гвардии капитан В. С. Припутнев участвовал в окружении немецкой группировки в районе Оппельна и боях за город Нейштадт. После разгрома ратиборской группировки противника войска 1-го Украинского фронта получили возможность оказать содействие войскам 4-го Украинского фронта в овладении Моравско-Остравским промышленным районом. С этой целью 6 апреля 1945 года с 1-го на 4-й фронт была передана 60-я армия, которой 11 апреля 1945 года для усиления была придана 18-я отдельная истребительно-противотанковая артиллерийская бригада РГК. В. С. Припутнев особо отличился в боях за город Троппау во время Моравско-Остравской операции.
15 апреля 1945 года батарея орудий прямой наводки 699-го истребительно-противотанкового артиллерийского полка взломала оборону немцев в районе населённого пункта Рестниц и устремились в прорыв. При подходе к высоте 314,2 артиллеристы натолкнулись на минное поле. Проделав через заминированный участок узкий проход, автомашины с прицепленными к ним орудиями колонной двинулись вперёд. В этот момент немцы открыли с высоты ожесточённый артиллерийский и пулемётный огонь. Водитель головной машины был убит, и колонна оказалась заблокированной посреди минного поля. Артиллерийские снаряды немецких орудий ложились всё ближе к цели. Их осколками было ранено несколько номеров артиллерийский расчётов батареи. Чтобы спасти положение, гвардии капитан В. С. Припутнев сел за руль головной машины и повёл её вперёд. Первым преодолев минное поле, вдвоём с командиром орудия Василий Степанович развернул пушку и открыл огонь по вражеским огневым точкам, прицельным огнём уничтожив 6 пулемётов. Через три минуты рядом развернулась вся батарея. Накрыв вражеские позиции стеной огня, артиллеристы выбили немцев из траншей. Развивая наступление, батарея гвардии капитана Припутнева 21 апреля вышла к населённому пункту Олдржихов, превращённому немцами в мощный узел обороны. При подходе к селу в машину, в которой ехал Припутнев, попал вражеский снаряд. Все находившиеся в ней артиллеристы были убиты или ранены. Василий Степанович был ранен осколком снаряда в голову, но сделав перевязку, повёл свою батарею на штурм населённого пункта. В уличных боях артиллеристы Припутнева действовали с высокой эффективностью, уничтожая огневые точки противника в подвалах и на чердаках зданий, разрушая вражеские укрепления и прокладывая путь своей пехоте. К вечеру того же дня Олдржихов был полностью освобождён от противника. Немцы не смирились с потерей важного узла обороны и с утра предприняли шесть яростных контратак, поддержанных самоходными артиллерийскими установками. При их отражении гвардии капитан В. С. Припутнев из-за нехватки наводчиков сам встал к панораме, и подпустив противника на 200 метров, расстрелял его в упор. В бою Василий Степанович лично уничтожил 3 САУ, 4 артиллерийских орудия, 14 пулемётных точек и до сотни солдат и офицеров вермахта.
Всего за восемь месяцев непрерывных боёв с сентября 1944 года батарея орудий прямой наводки гвардии капитана В. С. Припутнева прорвала восемь глубоко эшелонированных и сильно укреплённых рубежей немецкой обороны и участвовала в освобождении более чем 60 населённых пунктов. Огнём батареи было уничтожено 16 немецких танков и САУ, 12 артиллерийских орудий, 6 бронетранспортёров, 56 пулемётных точек и свыше 800 вражеских солдат и офицеров. В последние дни войны В. С. Припутнев участвовал в Пражской операции. Боевой путь он завершил в чешском городе Пардубице. За образцовое выполнение боевых заданий командования на фронте борьбы с немецкими захватчиками и проявленные при этом отвагу и геройство указом Президиума Верховного Совета СССР от 29 июня 1945 года гвардии капитану Припутневу Василию Степановичу было присвоено звание Героя Советского Союза.
После окончания войны В. С. Припутнев продолжил службу в армии. В апреле 1946 года он был направлен на учёбу в Высшую артиллерийскую школу, но уже в июне того же года в звании гвардии капитана был уволен в запас. Сначала Василий Степанович жил в городе Ряжске Рязанской области, работал механиком на мельзаводе № 20. В 1947 году окончил Центральные курсы при Министерстве заготовок СССР. В последующем занимал должности директора мельзавода № 12 Московского треста «Главмука» (с октября 1948 года), директора мелькомбината в городе Калуга (с января 1951 года), затем снова руководил мельзаводом в Ряжске (с августа 1953 года). В июле 1955 года Василия Степановича по призыву тридцатитысячников направили поднимать сельское хозяйство. До апреля 1957 года он был председателем колхоза имени Ленина. Затем руководил хлебопунктом в городе Кораблино Рязанской области. С июля 1959 года жил в городе Рыбное, трудился директором хлебоприёмного пункта, мастером мукомольного завода Рязанского областного управления заготовок (с октября 1961 года), заместителем директора по хозяйственной части Рыбновской школы-интерната (с марта 1962 года по ноябрь 1964 года). С февраля 1965 года по ноябрь 1971 года занимал должность председателя районного комитета ДОСААФ. Затем был членом Президиума Рыбновского районного совета Освода. С июня 1974 года Василий Степанович на пенсии.
Скончался 22 сентября 1976 года. Похоронен в городе Рыбное Рязанской области.

## Награды
- Медаль «Золотая Звезда» (29.06.1945);
- орден Ленина (29.06.1945);
- орден Александра Невского (02.11.1944);
- орден Отечественной войны 1-й степени (05.06.1944);
- орден Красной Звезды — дважды (11.04.1944; 18.08.1944);
- медали, в том числе:

медаль «За отвагу» (03.05.1943);
медаль «За оборону Сталинграда» (1943);
чехословацкая медаль «За храбрость перед врагом» (16.06.1946).

## Память
- Мемориальная доска в честь Героя Советского Союза В. С. Припутнева установлена на фасаде МКОУ «Попово-Лежачанская средняя общеобразовательная школа» в селе Попово-Лежачи Глушковского района Курской области.

## Документы
- Общедоступный электронный банк документов «Подвиг Народа в Великой Отечественной войне 1941—1945 гг.» Дата обращения: 31 марта 2013. Архивировано из оригинала 13 марта 2012 года.

Представление к званию Героя Советского Союза. Дата обращения: 31 марта 2013. Архивировано 10 апреля 2013 года.
Указ Президиума Верховного Совета СССР о присвоении звания Героя Советского Союза. Дата обращения: 31 марта 2013. Архивировано 10 апреля 2013 года.
Орден Александра Невского (наградной лист и приказ о награждении). Дата обращения: 31 марта 2013. Архивировано 10 апреля 2013 года.
Орден Отечественной войны 1-й степени (наградной лист и приказ о награждении). Дата обращения: 31 марта 2013. Архивировано 10 апреля 2013 года.
Орден Красной Звезды (наградной лист и приказ о награждении от 11.04.1944). Дата обращения: 31 марта 2013. Архивировано 10 апреля 2013 года.
Орден Красной Звезды (наградной лист и приказ о награждении от 18.08.1944). Дата обращения: 31 марта 2013. Архивировано 10 апреля 2013 года.
Медаль «За отвагу» (наградной лист и приказ о награждении). Дата обращения: 31 марта 2013. Архивировано 10 апреля 2013 года.
- Обобщенный банк данных «Мемориал». Дата обращения: 31 марта 2013. Архивировано из оригинала 10 мая 2012 года.

ЦАМО, ф. 58, оп. 818883, д. 571.
ЦАМО, ф. 33, оп. 563787, д. 9.